# San Pietro in Montorio
Per al templet homònim, vegeu Templet de San Pietro in Montorio
L'església rectoral de San Pietro in Montorio és un lloc de culte catòlic al centre històric de Roma, situat al Janícul, al barri del Trastevere. Està confiada a l'orde dels Frares Menors i és la seu del títol cardenalici del mateix nom.

## Història

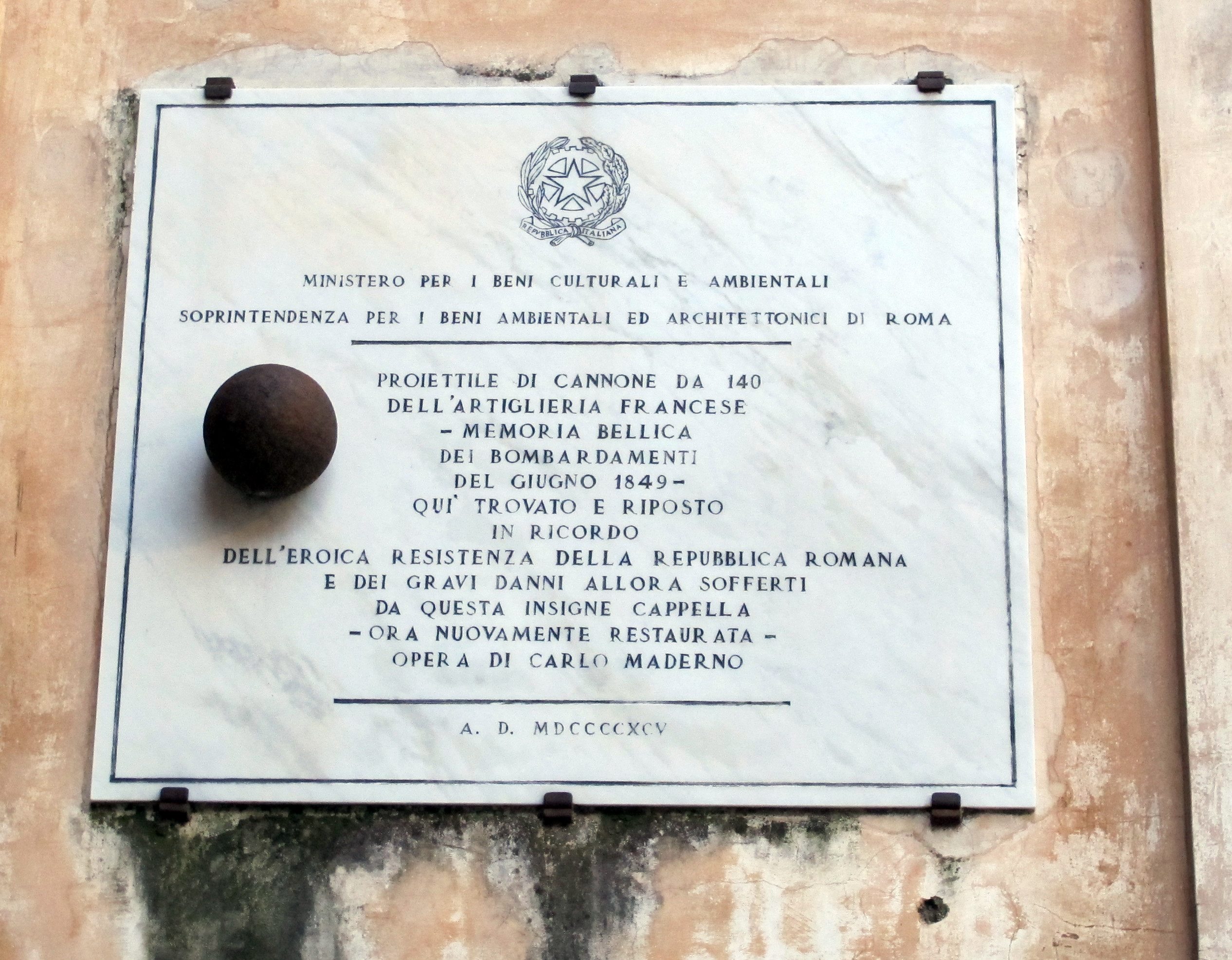
Bala de canó francesa: durant el setge de Roma (1849), San Pietro in Montorio va patir greus danys

Al lloc on es diu que Pere va ser crucificat, l'existència d'un monestir beati Petri quod vocatur ad Ianuculum s'esmenta ja a la primera meitat del segle ix.
L'església i el complex del monestir van passar al llarg dels segles als benedictins, als celestins (en aquest punt - som al 1320 - l'església s'anomena "Sancti Petri Montis Aurei"), als ambrosians i a les monges cistercenques.
El 1472, Sixt IV Della Rovere va assignar els edificis completament en ruïnes i una gran extensió de terreny al seu voltant a la congregació franciscana d'Amedeo da Silva, que va fer restaurar i ampliar el convent, i enderrocar l'antiga església, iniciant la construcció de la nova.
La reconstrucció va formar part del programa de desenvolupament d'edificis desitjat per Sixt IV , i també va ser l'ocasió per a contribucions financeres diplomàtiques, primer de Lluís XI de França al papa Della Rovere, i després —més substancial— de Ferran II d'Aragó i Isabel de Castella al papa Alexandre VI Borgia, qui va consagrar l'església el 1500.
Alguns atribueixen el projecte a Baccio Pontelli (però Vasari, que cita la notícia, diu que no n'és segur), altres a Meo del Caprino, qui en els mateixos anys, segons un altre della Rovere -el cardenal Domenico- va construir la catedral de Torí. A causa de la seva posició exposada, i als afores de la ciutat, el complex (que ja havia estat cedit als francesos per la primera República Romana el 1798, suprimit el 1809 i recuperat pels frares el 1814) va patir greus danys a mans dels francesos de Napoleó III, que van intervenir per sufocar la segona República Romana el 1849. Durant la defensa del Janícul, l'església va ser utilitzada com a hospital (i els romans la van rebatejar com a San Pietro in mortorio), i l'arxiu va ser finalment trobat dispers i saquejat.
El 1876 el convent va ser reconegut per l'Estat italià com a propietat d'Espanya, a la qual encara pertany, i per aquest últim va ser designat com a seu de la Reial Acadèmia d'Espanya a Roma.

## Descripció

### Interior
L'església està embellida amb obres mestres d'artistes eminents dels segles XVI i XVII.
La primera capella de la dreta conté la Flagelació i la Transfiguració de Sebastiano del Piombo.
La segona capella té un fresc atribuït a Pomarancio, alguns frescos de l'escola de Pinturicchio i una sibil·la al·legòrica atribuïda a Baldassarre Peruzzi.
La capella del Monte i l'anterior contenen frescos de Giorgio Vasari.
L'altar major s'atribueix a Giulio Mazzoni, mentre que els monuments funeraris del cardenal del Monte i Roberto Nobili són de Bartolomeo Ammannati. Cal destacar la làpida del cardenal Fulvio Giulio della Corgna, nebot de Juli III, els pares del qual descansen a la capella. Les restes de Beatriu Cenci van ser enterrades sota l'altar major , fins que la tomba va ser profanada per uns soldats francesos el 1798.
Fins al 1797, la Transfiguració de Rafael es va col·locar a l'altar major. Robada pels francesos el 1797 i posteriorment retornada el 1816, va passar a la Pinacoteca Vaticana i va ser substituïda per una còpia de la Crucifixió de Sant Pere de Guido Reni feta per Vincenzo Camuccini.
La segona capella a l'esquerra, la Capella Raimondi ( 1640 ), va ser dissenyada per Gian Lorenzo Bernini.
Hugh O'Neill i Rory O'Donnell, comtes irlandesos del segle xvii que van fugir d'Irlanda i van morir a Roma, estan enterrats aquí. La tomba de Hugh O'Neill té la inscripció "Hugonis Principis Onelli".
A l'absis, darrere del cor, hi ha l'orgue de tubs Mascioni opus 899 , construït el 1968 ; amb transmissió elèctrica, té 26 registres en dos manuals i un pedal.

### El Templet de Bramante

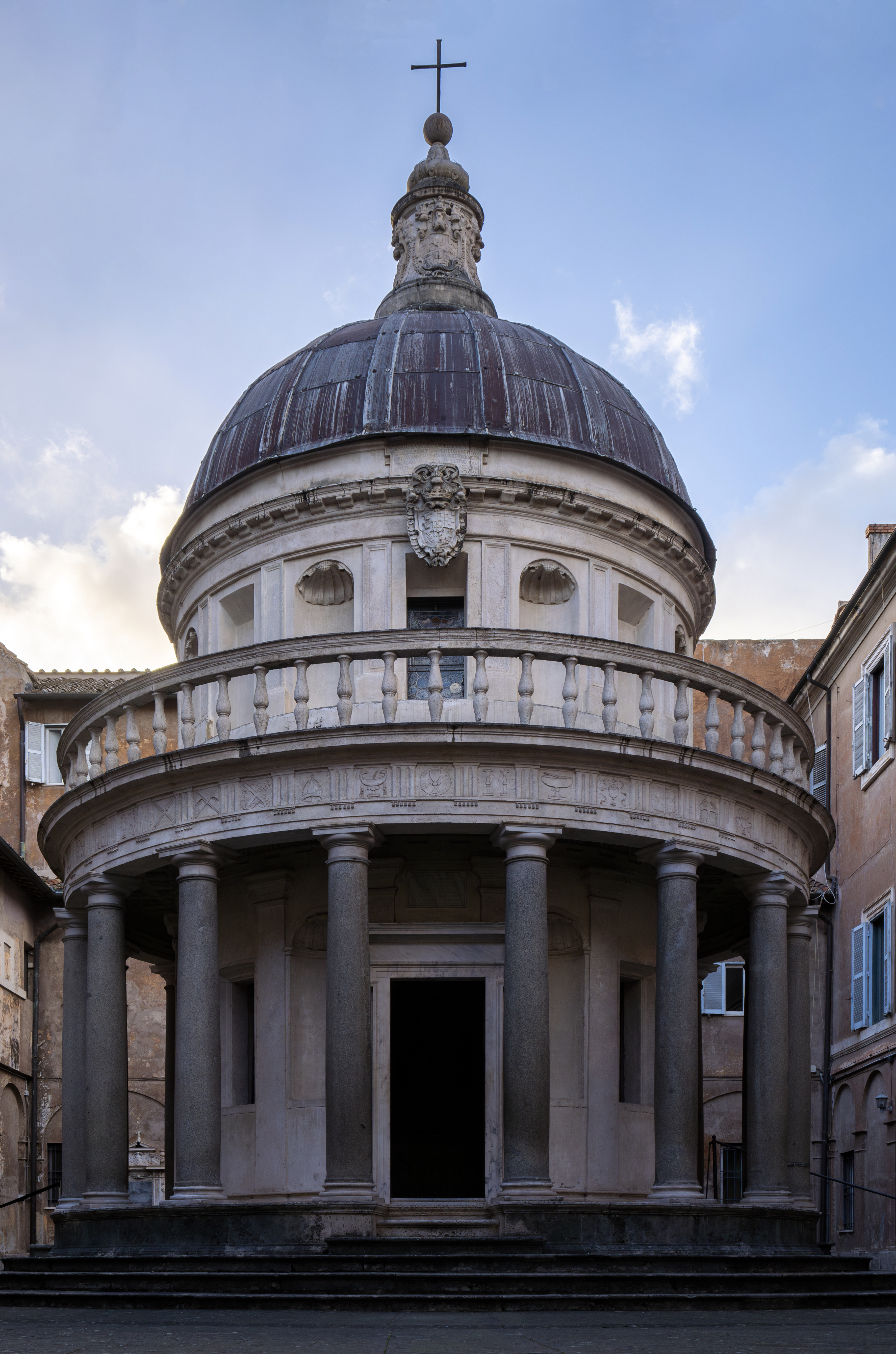
El Templet de Bramante

Al primer pati del convent hi ha l'anomenat Tempietto del Bramante, que data de principis del segle xvi i que els crítics consideren un dels exemples més significatius de l'arquitectura renaixentista. És un petit monument commemoratiu perípter elevat dedicat al martiri de Sant Pere.
El petit temple té un cos cilíndric buidat per fornícules d'aclariment i envoltat per una columnata toscana a sobre de la qual s'estén un entaulament decorat amb tríglifs i mètopes amb temes litúrgics d'origen grec.
L'interior de la cel·la té un diàmetre d'uns 4 metres i mig. La cúpula, dissenyada en formigó, té un radi igual a la seva alçada i a l'alçada del tambor sobre el qual descansa.
Segons els plànols inicials, el petit temple s'havia de situar al centre d'un pati circular, que mai es va arribar a construir (l'actual és rectangular), per tal de ressaltar la perfecta simetria de la distribució i subratllar la centralitat del temple.

### El Via Crucis
Tot el pendent del Janúcul des de la Via Garibaldi fins a la plaça de San Pietro in Montorio està, de fet, ocupat per l'Acadèmia Espanyola i altres edificis pertanyents a l'ambaixada espanyola. Entre aquests edificis hi ha una rampa anomenada Via S. Pietro in Montorio que escurça el recorregut des de la Via Garibaldi fins a la plaça de l'església (una via pública, però amb escales, i que va romandre tancada durant molt de temps per dues portes), al llarg de la qual es van erigir el 1957 les estacions del Via Crucis fetes de terracota policromada per l'escultor Carmelo Pastor, per substituir un Via Crucis més antic i popular que havia caigut en ruïnes.

## Galeria d'imatges

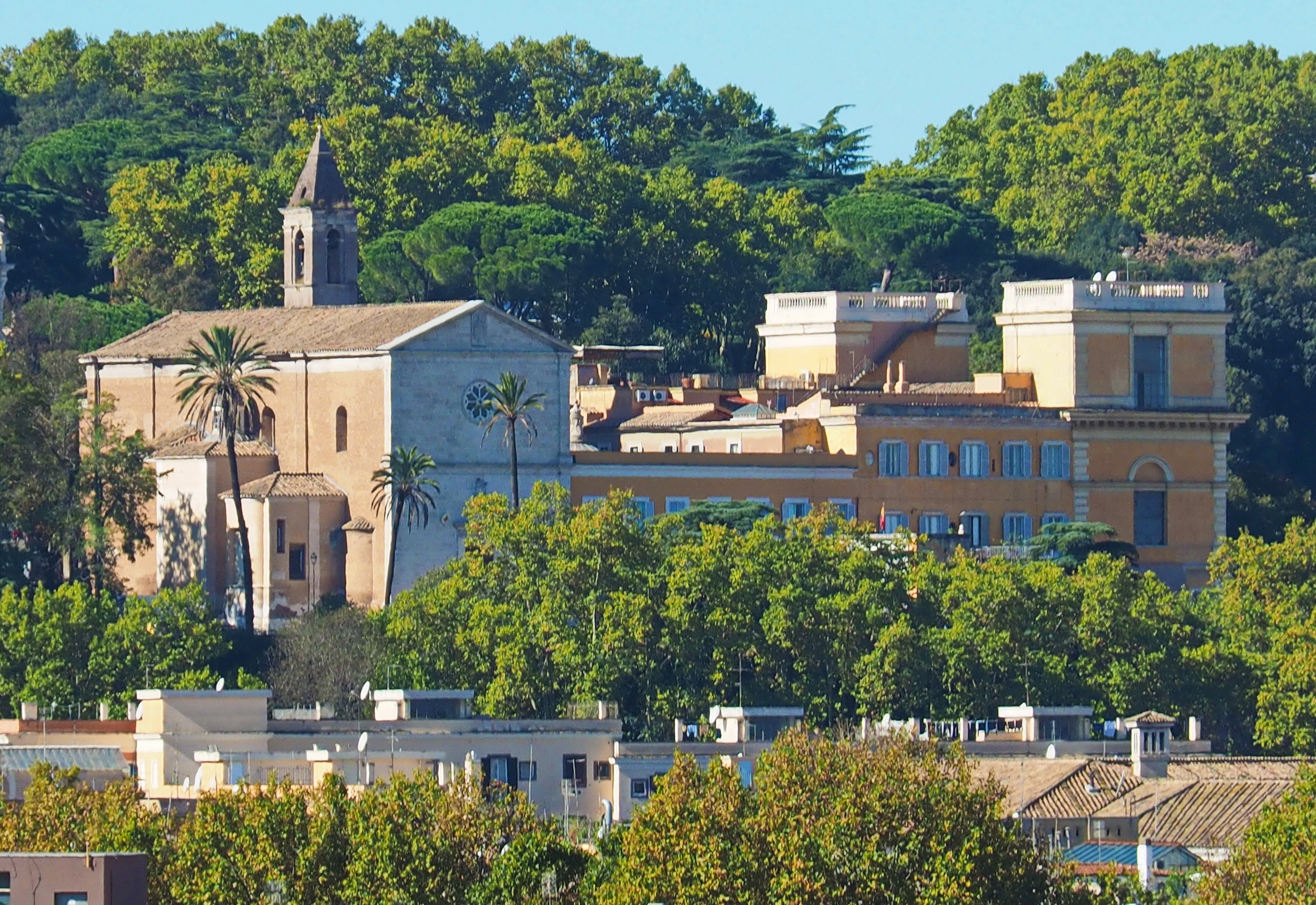
Vista des de l'Aventino
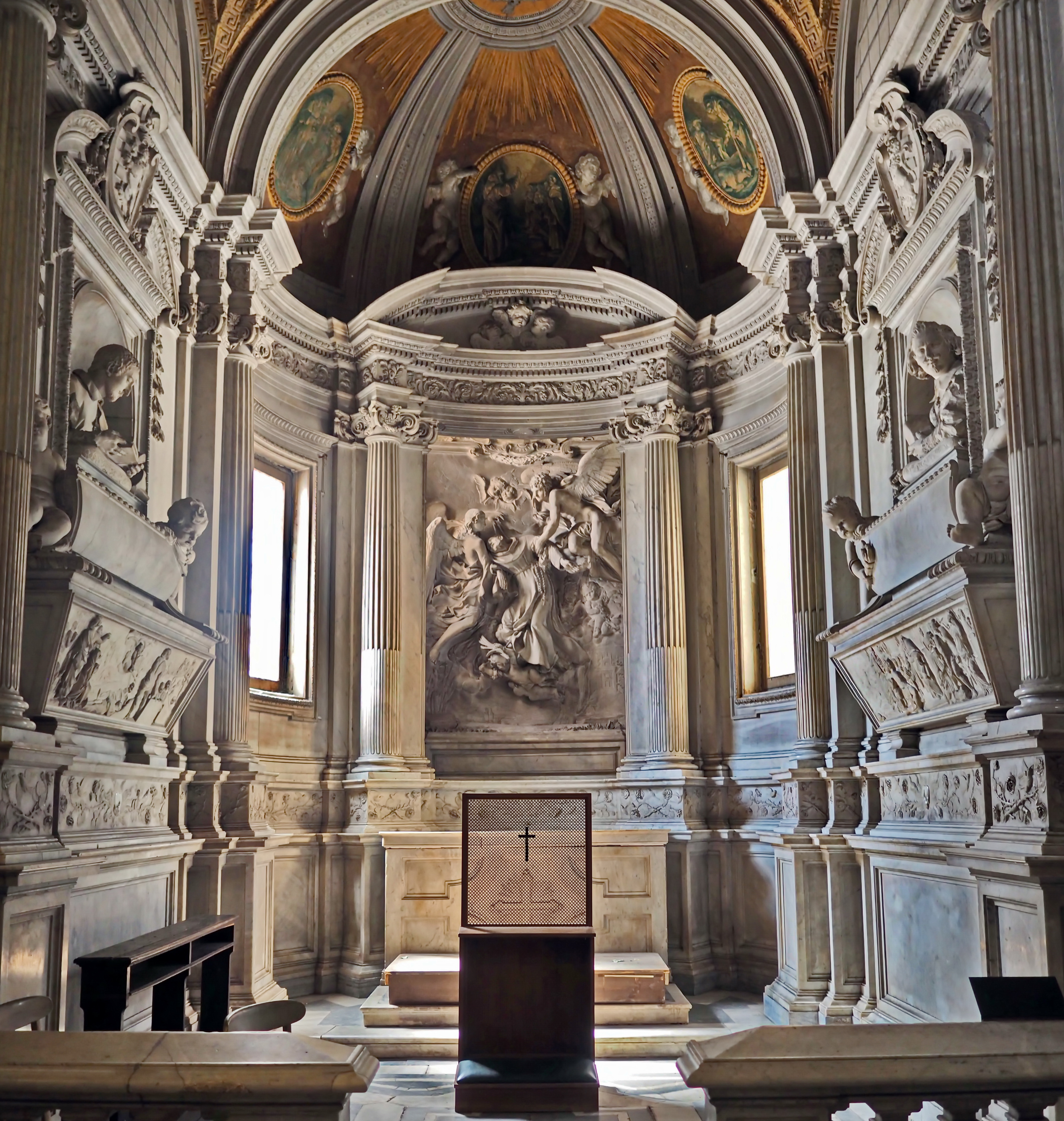
Capella Raimondi
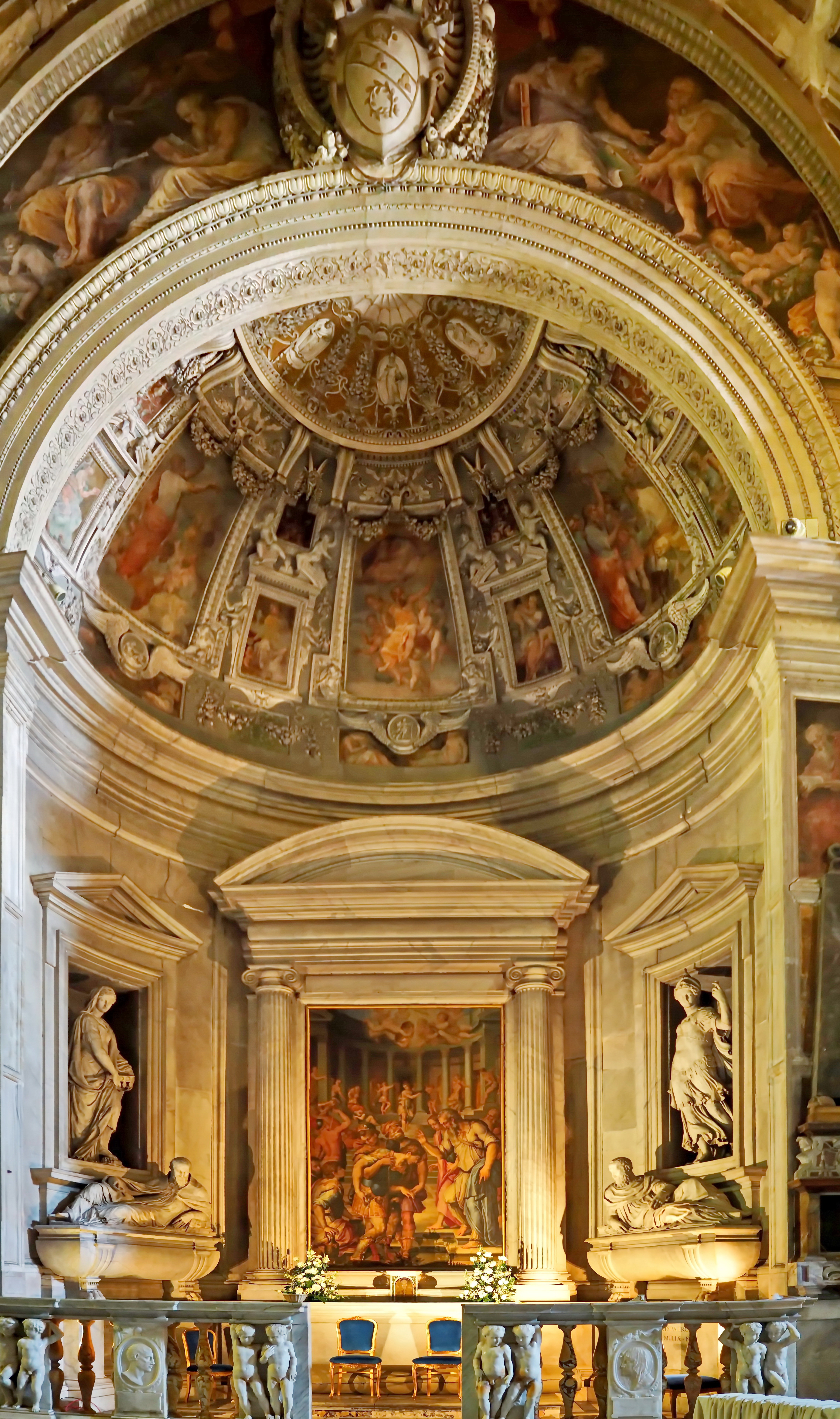
Capella del Monte
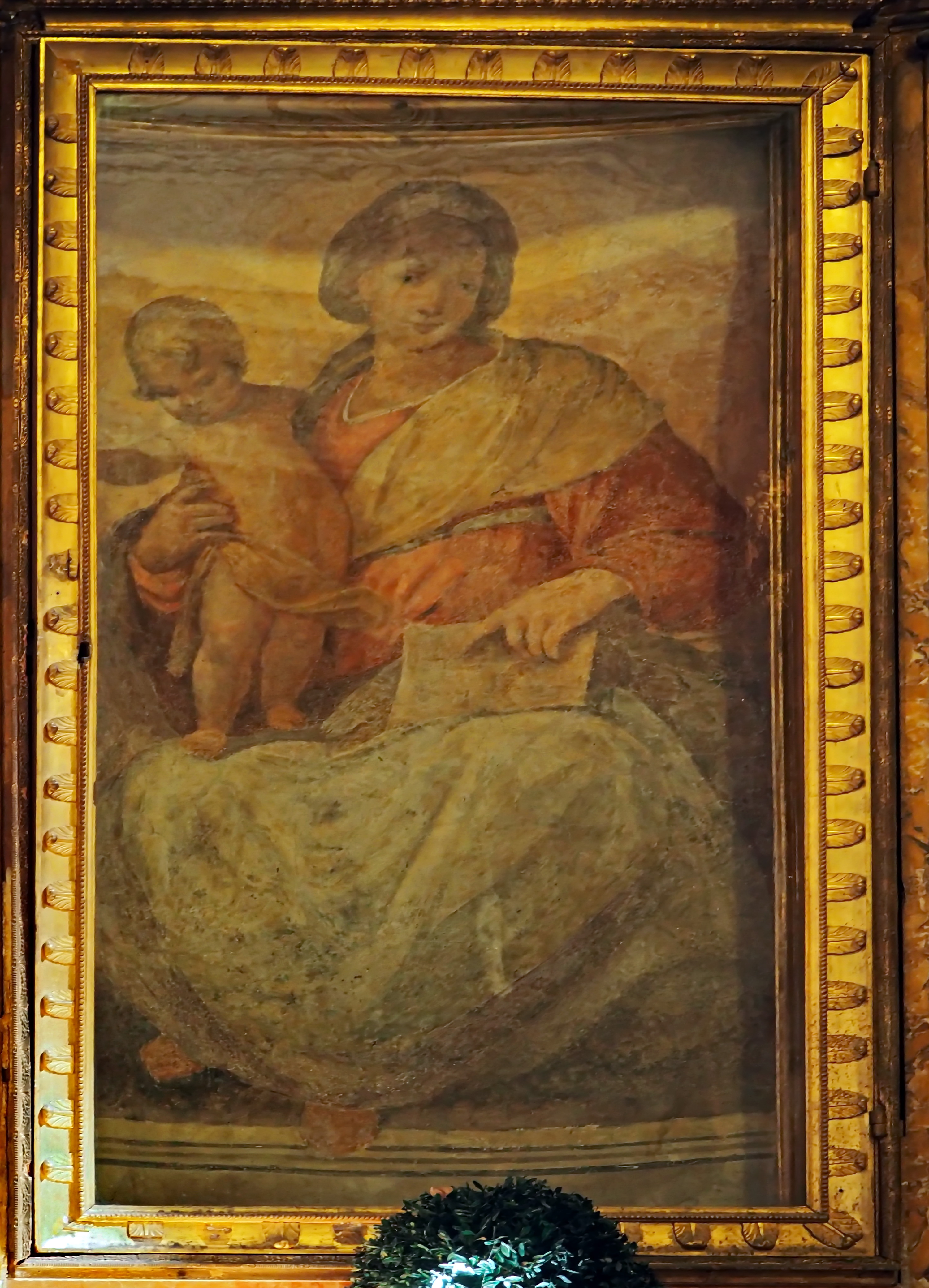
Madonna della lettera del Pomarancio
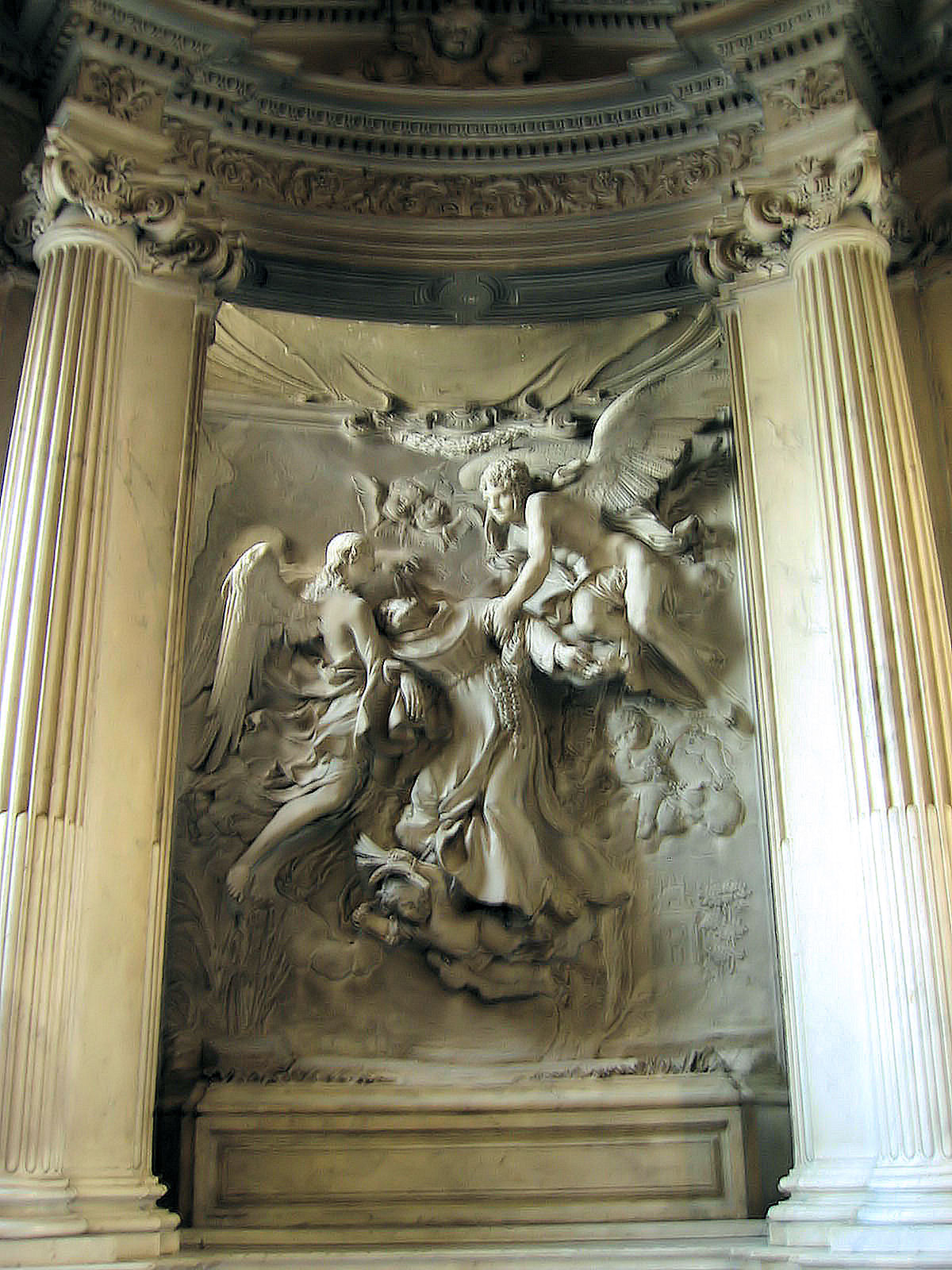
San Francesco in estasi de Francesco Baratta
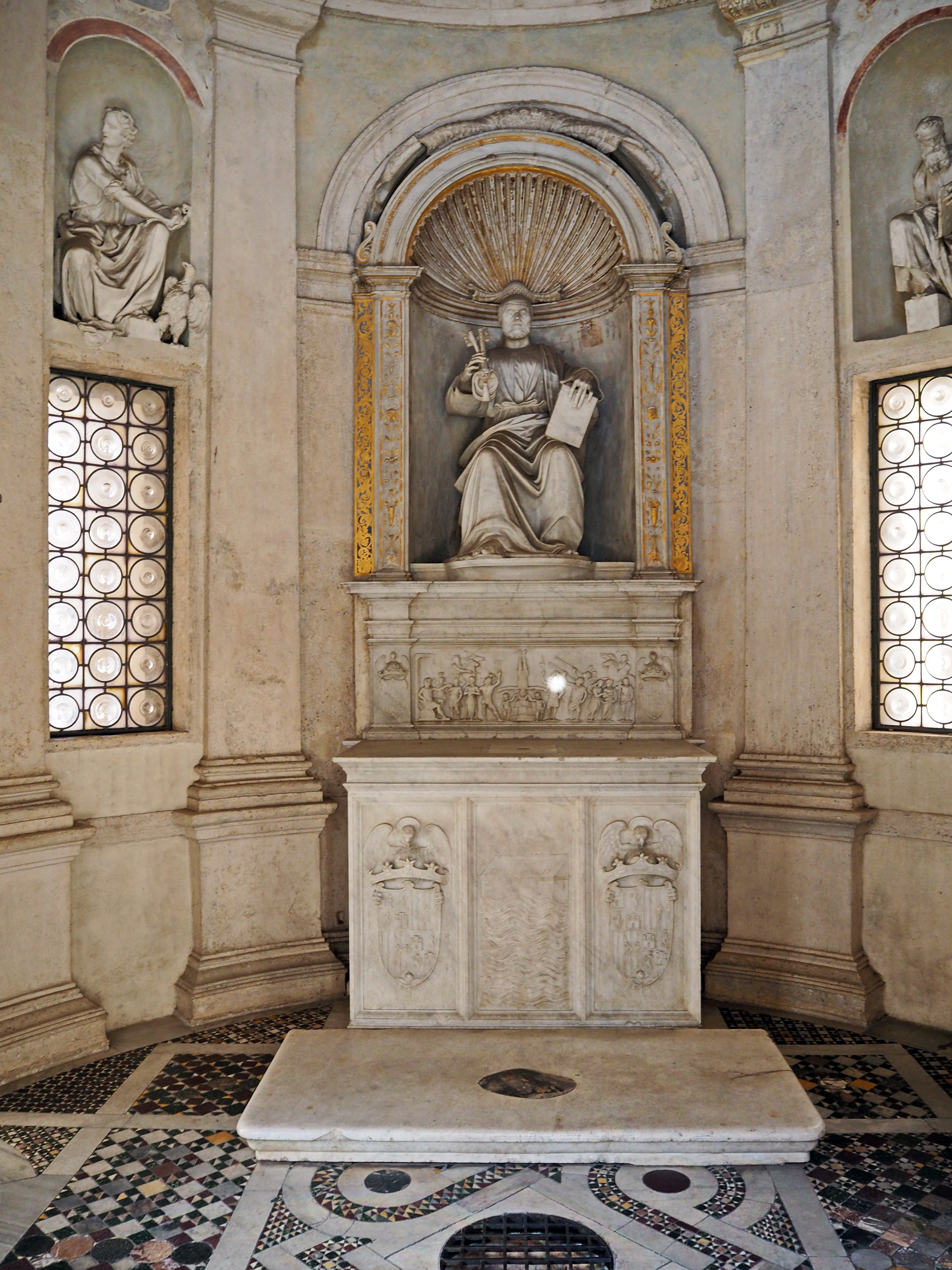
Interior del templet
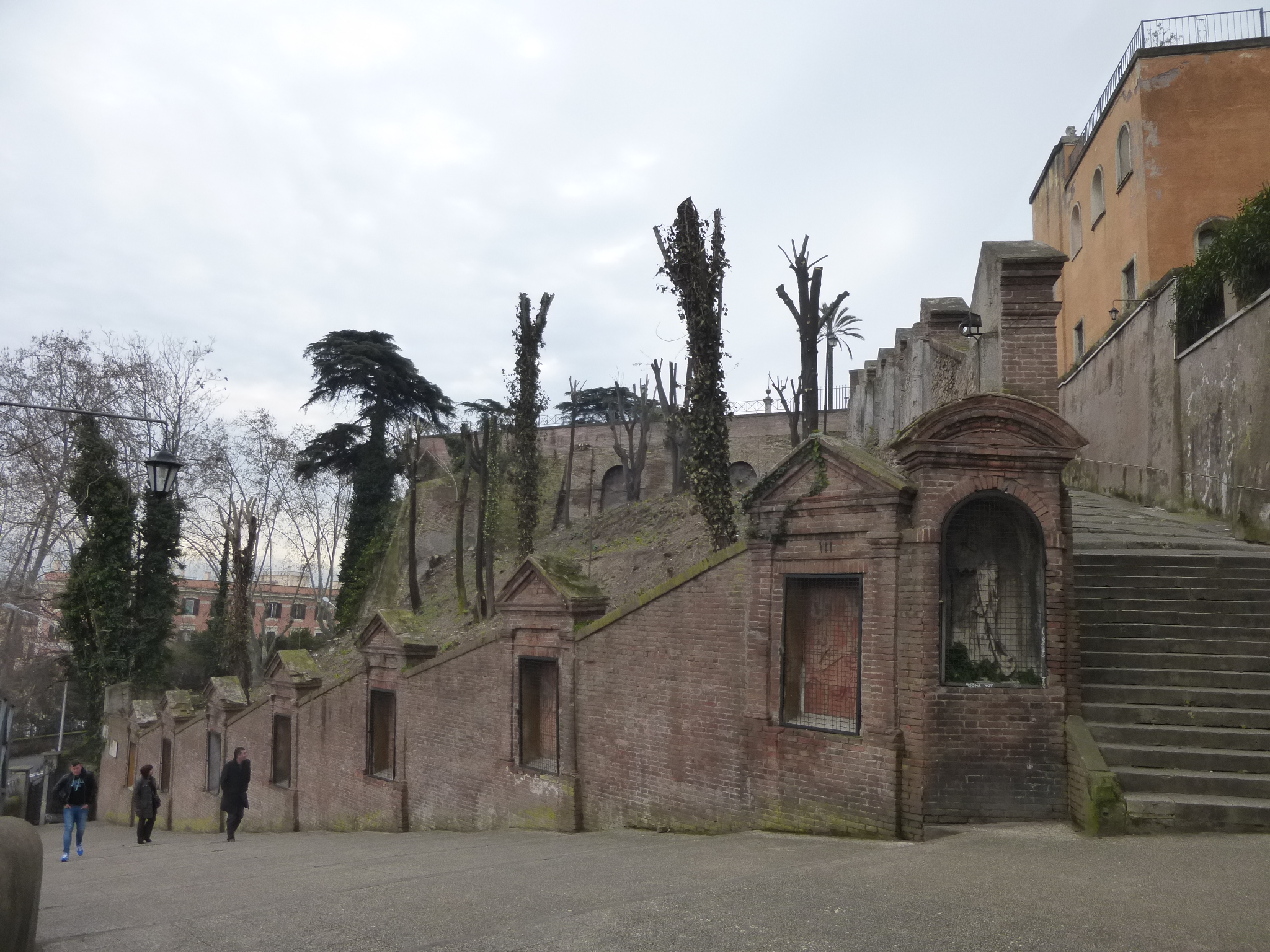
Les primeres set estacions del Via Crucis